# Gabriele Winker
Gabriele Winker (* 5. November 1956 in Stuttgart) ist eine deutsche Sozialwissenschaftlerin und war bis 2019 Professorin für Arbeitswissenschaft und Gender Studies an der Technischen Universität Hamburg.

## Leben
Gabriele Winker studierte von 1975 bis 1981 Sozialwissenschaften an der Universität Konstanz. Von 1982 bis 1984 arbeitete sie als Prokuristin in einem Großhandelsunternehmen, danach von 1985 bis 1987 als Geschäftsführerin eines EDV-Beratungsunternehmens und von 1988 bis 1993 als IT-Beraterin in der bremischen Landesverwaltung. 1994 promovierte sie zum Dr. rer. pol. an der Universität Bremen mit einer Dissertation zum Thema Arbeits- und Technikgestaltung im Kontext geschlechtshierarchischer Arbeitsteilung.
Von September 1994 bis Februar 2003 war Gabriele Winker Professorin für Arbeits- und Sozialwissenschaften an der FH Furtwangen. Dort gründete sie 2001 das Netzwerk „Frauen.Innovation.Technik“, das bis heute baden-württembergische Aktivitäten zu Frau und Technik vernetzt und bündelt. Im selben Jahr initiierte und leitete sie die erste Informatica Feminale in Baden-Württemberg, eine Sommerhochschule für Informatikerinnen, die an der FH Furtwangen stattfand.
Von 2003 bis 2019 war Gabriele Winker Professorin für Arbeitswissenschaft und Gender Studies an der Technischen Universität Hamburg-Harburg und leitete dort den Arbeitsbereich „Arbeit–Gender–Technik“. 2003 bis 2005 war sie Sprecherin der Gemeinsamen Kommission der Hamburger Gender Studies, aus der inzwischen das Zentrum GenderWissen hervorgegangen ist.

## Publikationen

### Monografien
- Büro. Computer. Geschlechterhierarchie. Frauenförderliche Arbeitsgestaltung im Schreibbereich. Leske+Budrich, Opladen 1995, ISBN 3-8100-1421-4 (Zugleich Dissertation an der Universität Bremen 1994 unter dem Titel:  Arbeits- und Technikgestaltung im Kontext geschlechtshierarchischer Arbeitsteilung).
- Intersektionalität. Zur Analyse sozialer Ungleichheiten. Zusammen mit Nina Degele. transcript, Bielefeld 2009, ISBN 978-3-8376-1149-6.
- Ingenieurwissenschaftliche Studiengänge attraktiver gestalten. Vorschläge für Hochschulen. Zusammen mit Wibke Derboven. Springer, Berlin / Heidelberg 2010, ISBN 978-3-642-00557-2.
- Soziale Praxen Erwerbsloser. Gesellschaftliche Teilhabe – Internetnutzung – Zeithandeln. Zusammen mit Tanja Carstensen und Wibke Derboven. LIT, Münster 2012, ISBN 978-3-643-11824-0 (= Soziologie Band 75).
- Care Revolution: Schritte in eine solidarische Gesellschaft. transcript, Bielefeld 2015, ISBN 978-3-8376-3040-4.
- Solidarische Care-Ökonomie. Revolutionäre Realpolitik für Care und Klima. transcript, Bielefeld 2021, ISBN 978-3-8376-5463-9.

### Herausgeberschaften
- Computernetze – Frauenplätze. Frauen in der Informationsgesellschaft. Zusammen mit Veronika Oechtering.  Leske+Budrich, Opladen 1998
- Telearbeit und Lebensqualität. Zur Vereinbarkeit von Beruf und Familie. Campus, Frankfurt am Main / New York 2001
- Virtuelle Räume – neue Öffentlichkeiten. Frauennetze im Internet. Zusammen mit Christina Schachtner. Campus, Frankfurt am Main / New York 2005
- Queer- | Feministische Kritiken neoliberaler Verhältnisse. Zusammen mit Melanie Groß, Münster: Unrast Verlag, 2007[1]

### Aufsätze
- Ko-Materialisierung von vergeschlechtlichten Körpern und technisierten Artefakten: Der Fall Internet. (PDF; 199 kB) In: Funder, Maria; Dörhöfer, Steffen; Rauch, Christian (Hrsg.): Jenseits der Geschlechterdifferenz? Geschlechterverhältnisse in der Informations- und Wissensgesellschaft. München, Mering: Hampp, 2005, 157–178
- Familienkonstruktionen in der gesellschaftlichen Mitte. Zum Wandel der Reproduktionsarbeit und den politischen Konsequenzen. (PDF; 960 kB) In: Widersprüche, Heft 111, 29. Jg., 2009, Nr. 1, 49–61
- Intersectionality as multi-level-analysis: Dealing with social inequality (PDF; 224 kB) Zusammen mit Nina Degele. In: European Journal of Women´s Studies, Vol. 18, Issue 1, 2011, 51–66
- Soziale Reproduktion in der Krise - Care Revolution als Perspektive (PDF; 167 kB) In: Das Argument 292: Care – eine feministische Kritik der politischen Ökonomie? 53. Jg., Heft 1/2011, 333–344
- Erschöpfung des Sozialen In: Luxemburg. Gesellschaftsanalyse und linke Praxis, Heft 4, 2012, 6–13
- Intersektionalität als Gesellschaftskritik (PDF; 375 kB) In: Widersprüche, 32. Jg., Heft 126, 2012, 13–26